# Waglerophis merremi
Waglerophis merremi är en ormart som beskrevs av Johann Georg Wagler 1824. Waglerophis merremi ingår i släktet Waglerophis, och familjen snokar. Arten har fått sitt namn efter den tyske zoologen Blasius Merrem (artnamn) och den tyske auktoren Johann Georg Wagler (släktnamn). Jämsides anges också Xenodon merremi som dess vetenskapliga synonymnamn. 
Inga underarter finns listade.

## Utbredning
Arten har sin utbredning i Sydamerika och återfinns i Guyana, Surinam, Franska Guyana, Brasilien, Venezuela (Kornacker 1999), Paraguay, norra Argentina, Bolivia och Uruguay.